# Caso Reace

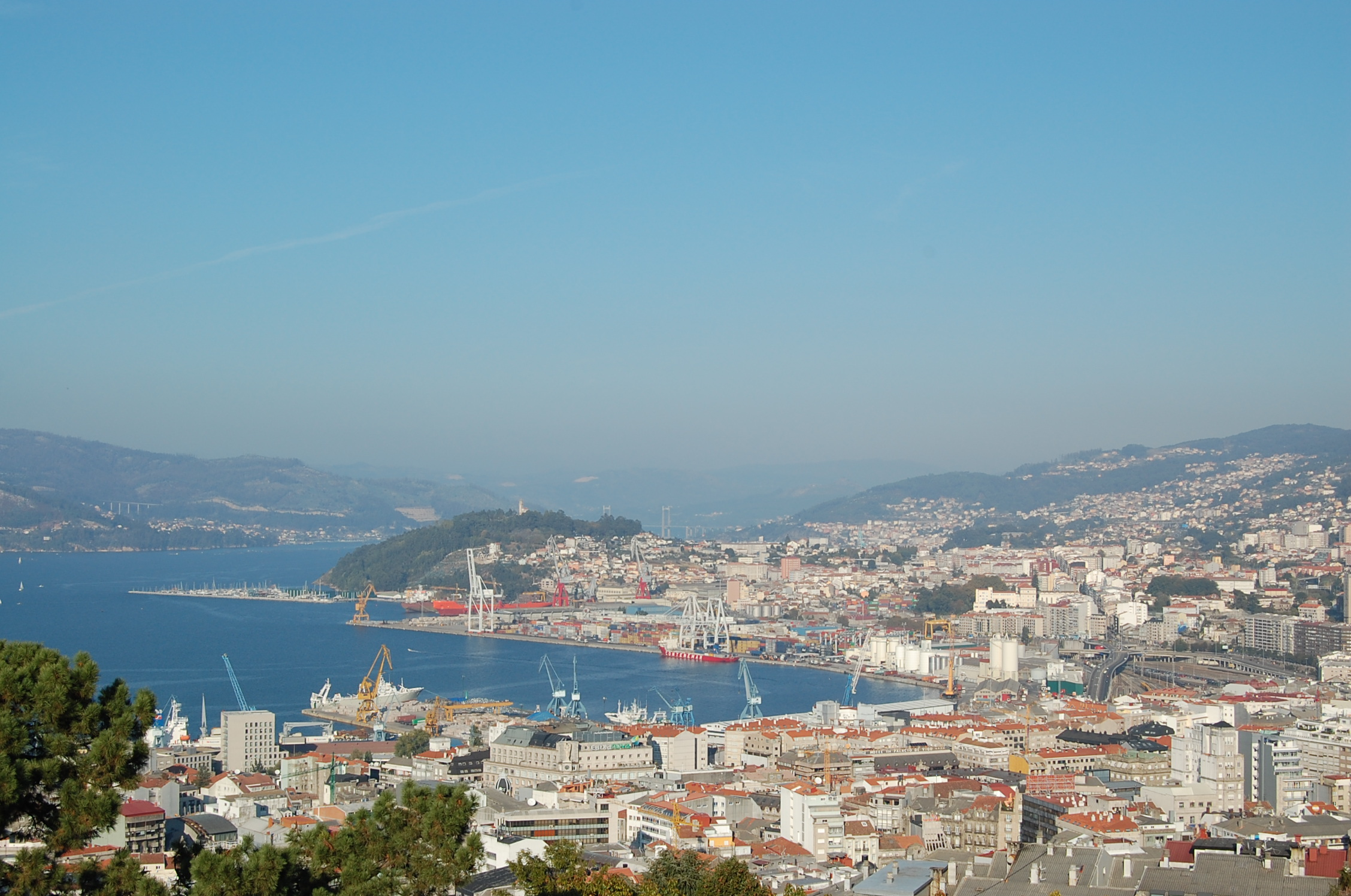
La ciudad de Vigo, con la zona de Guijar en el centro.

El Caso Reace fue un escándalo que salpicó en marzo de 1972 a la empresa Reace (Refinerías de Aceite del Norte de España, S.A.), situada   en Guijar (Vigo), debido a la desaparición de 4 036 052 kg de aceite de oliva, propiedad de la Comisaría General de Abastecimientos y Transportes (CAT), valorados en 167 615 172 pesetas. La empresa Reace fue fundada en la localidad pontevedresa de Redondela, por lo que el asunto  también se conoce como el caso del aceite de Redondela. Alrededor de este asunto se produjeron diversas muertes extrañas de personas implicadas, lo que acentuó el interés público por el caso, incrementado por la presencia en el Consejo de Administración de Reace de Nicolás Franco Bahamonde, hermano de Francisco Franco.

## Inicio de la Trama
Reace fue fundada en 1956 por Rodrigo Alonso Fariña, persona de gran relevancia social en Galicia, que en la época en la que se descubrió el fraude era Presidente del Real Club Celta de Vigo. En 1968 el presidente y consejero delegado era Isidro Suárez Díaz-Morís, aunque Rodrigo Alonso seguía formando parte del consejo de administración. Otros miembros del consejo de administración eran Rodrigo Alonso Seoane, Nicolás Franco Bahamonde —hermano de Francisco Franco—, que en la fecha del juicio era el embajador de España en Portugal, Jorge Alonso de la Rosa y Alfredo Román Pérez.
La empresa se dedicaba a almacenar productos oleicos en sus silos de Guijar, desde que se construyeron en 1964. Entre 1966 y 1972, la Comisaría General de Abastecimientos y Transportes (CAT), dependiente del Gobierno, alquilaba sus instalaciones para guardar suministros de aceite de oliva en sus silos, y así poder intervenir en los precios del mercado.
La CAT alquilaba los silos de Reace para guardar allí el aceite, en depósitos debidamente precintados, por lo que los depositarios no podían disponer del mismo. Sin embargo, la empresa vulneraba los precintos y comerciaba con el aceite propiedad de la CAT, vendiéndolo privadamente a los conserveros vigueses y obteniendo pingües beneficios, que se repartían parte de sus administradores. Todo ello confiando en que la CAT nunca reclamaría una cantidad superior a la que seguían conservando en los depósitos. Cuando el 25 de marzo de 1972 la CAT decidió disponer del aceite que Reace custodiaba, en una cantidad superior a la que quedaba en los tanques, fue cuando se descubrió el fraude.  Al no encontrarse aceite suficiente en sus tanques, Reace no pudo cumplir la devolución que le exigía la CAT, iniciándose el escándalo.

## La denuncia y la investigación judicial
El Director Gerente de la Compañía, José María Romero González, se vio obligado a  denunciar el fraude en los juzgados de Vigo al no disponer del aceite reclamado, dando lugar a una investigación judicial, que se instruyó como sumario 43/1972, y de la que se hicieron cargo el Juez de instrucción de Vigo, Julián San Segundo y el entonces Fiscal Jefe de la Audiencia Provincial de Pontevedra, Cándido Conde-Pumpido Ferreiro. Al iniciarse la investigación, por delitos de falsificación y malversación de caudales públicos, se comprobó el estado de los depósitos y se constató la desaparición de más de cuatro mil toneladas de aceite.   
En el mes de julio de 1972, uno de los socios mayoritarios de Reace, el presidente de la Compañía, Isidro Suárez, fue detenido en un tren rumbo a Bilbao, cuando se daba a la fuga.  Al darse cuenta de que iba a ser detenido, arrojó por la ventanilla del tren un paquete conteniendo una gran cantidad de dinero en efectivo, así como divisas, fruto de las ganancias ilegales obtenidas con la venta fraudulenta del aceite, y del que Isidro Suárez se había apoderado para llevárselo al extranjero. Tras una investigación recorriendo las vías, el paquete conteniendo el dinero fue recuperado por la policía. Isidro Suárez había ordenado a José María Romero rellenar los tanques con agua para intentar ocultar el fraude, lo que no se llegó a realizar, pues resultaría inútil ya que la comprobación del contenido de los depósitos podía realizarse con un calibrador que detectase la densidad del líquido.
El 30 de septiembre de 1972, el Director Gerente de la Compañía, José María Romero, muy conocido en Vigo por la vida social intensa y gastos que realizaba en diversos establecimientos públicos,  apareció muerto en su domicilio de Sevilla, en el que se había instalado días antes, junto con su mujer y una de sus hijas,       supuestamente por suicidio. El juez del caso recibió días después una carta, de José María Romero, en la que declaraba que su muerte y la de su familia era un suicidio. Algunos expertos pusieron en duda esta hipótesis, por considerar que la carta no se asemejaba, ni por extensión ni por el tono, a la de un suicida.

## El juicio en la Audiencia Provincial de Pontevedra

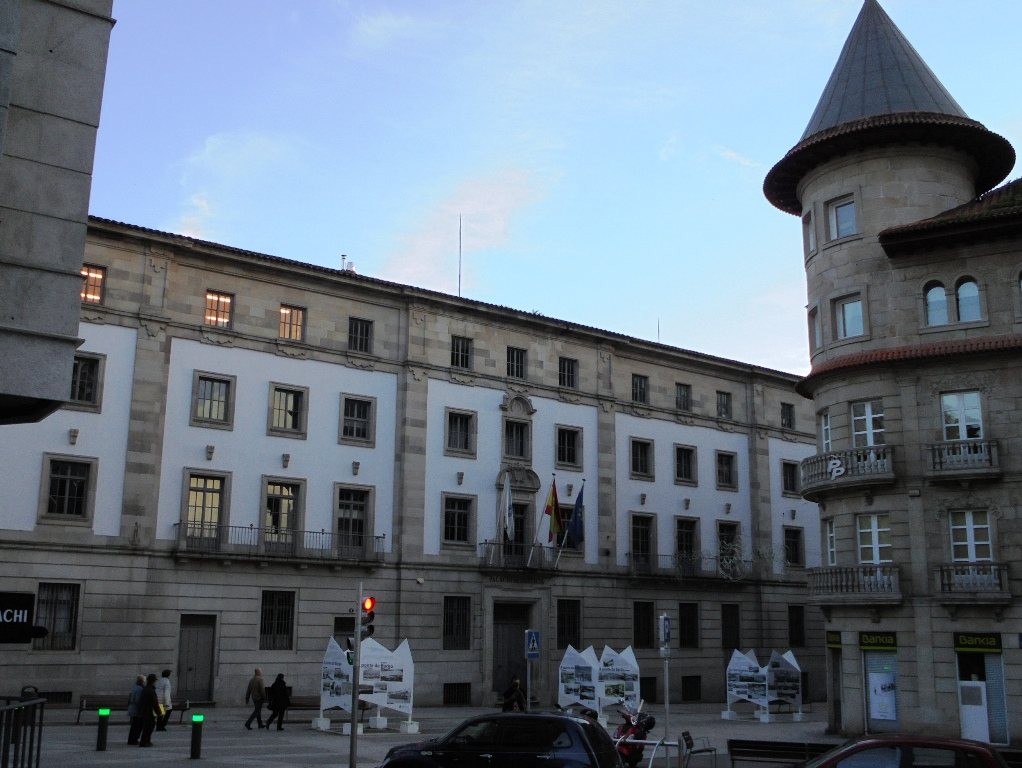
Palacio de Justicia de Pontevedra, sede de la Audiencia Provincial.

El 21 de octubre de 1974 comenzó el juicio en la sección primera de la Audiencia Provincial de Pontevedra, con una gran expectación mediática. El tribunal estaba presidido por el presidente de la Audiencia Mariano Rajoy Sobredo —padre de Mariano Rajoy Brey—, y lo completaban los magistrados Celestino Prego y Manuel Landeiro. Sostenía la acusación pública el Fiscal Jefe de la Audiencia Provincial de Pontevedra, Cándido Conde-Pumpido Ferreiro —padre de Cándido Conde-Pumpido Tourón—.
Uno de los abogados del caso fue José María Gil-Robles, en una de sus primeras apariciones públicas en España tras su retorno del exilio, quien puso especial interés en destacar la implicación en el caso del administrador de la sociedad Nicolás Franco Bahamonde, aunque este no había sido procesado. También intervinieron como abogados defensores los conocidos penalistas   José María Stampa Braun y Gonzalo Rodríguez Mourullo.

### La acusación
El diario ABC del 25 de octubre de 1974, relató así la acusación del caso: "Con la Sala abarrotada y en el pasillo más de un centenar de personas que no tuvieron acceso, esta mañana ha continuado el juicio de Reace. El acto se inició con el informe del fiscal don Cándido Conde-Pumpido Ferreiro que, en su calidad de fiscal jefe de la Audiencia Provincial de Pontevedra, entendió desde los primeros momentos en las diligencias del sumario. Durante una hora y tres cuartos analizó con todo detenimiento y minuciosidad la participación que los tres procesados tuvieron en los hechos objeto de acusación,  rebatiendo todos y cada uno de los posibles argumentos que las defensas iban a invocar en el momento oportuno en favor de sus patrocinados. Dijo que algunas referencias sobre el caso habían sido espectaculares y se alejaban de la realidad. Señaló que no era fácil conocer el destino del dinero y aludió a José María Romero González, que se suicidó en Sevilla, al que denominó «chivo expiatorio», «porque los muertos tienen las espaldas anchas y no pueden hablar».
Citó las cartas que redactó antes de suicidarse, en las que se especificaba que el principal culpable era Alonso Fariña, al que Romero consultaba algunas gestiones aun cuando aquel ya no fuese presidente de Reace. Subrayó que la CAT era escrupulosa en cuanto a la vigilancia del aceite, y en relación con García Canal dijo que en su actuación había imprudencia, pero no dolo. Al final de su informe solicitó que se condenara a los procesados a las penas que para ellos había interesado en las conclusiones elevadas a definitivas, y que son: Alonso Fariña, quince años de reclusión menor, por un delito de malversación, y tres meses de arresto mayor y multa de 250.000 pesetas por un delito de cohecho; Román Pérez, doce años y un día de reclusión menor por un delito de malversación y la de tres meses de arresto mayor y multa de 250.000 pesetas por un delito de cohecho, y García Canal, tres años de prisión menor, por un delito de falsedad imprudente, multa de 100.000.000 de pesetas por un delito de malversación, y tres meses de arresto mayor y 300.000 pesetas de multa por cohecho; así como a que Alonso Fariña y Román Pérez abonen a la Comisaría de Abastecimientos y Transporte una indemnización de 167.615.172 pesetas que, supletoriamente, deberá satisfacer también García Canal y de cuya indemnización responderá- subsidiariamente- Reace, y también
subsidiariamente Frigoríficos de Barcelona, hasta el límite de 56.000.000 de pesetas.
A continuación, inició su informe el abogado del Estado, don Tomás Santoro, en nombre de la Comisaría de Abastecimientos y Transportes. Su informe, también muy detallado y minucioso, se limitó a profundizar en los mismos argumentos y teorías que el fiscal para sostener la acusación de los tres encartados y de las dos empresas responsables civiles, y solicitó para los procesados las mismas penas e indemnizaciones que el fiscal, con la salvedad de que el límite de la responsabilidad civil Frigoríficos de Barcelona la hizo elevar a 59.944.988 pesetas, y que la cantidad de aceite sustraído la cifró en más de cuatro millones de kilogramos, valorados en 170 millones de pesetas".

## La sentencia
En la sentencia judicial, Rodrigo Alonso Fariña, fundador de Reace, considerado principal responsable y beneficiario del fraude,  fue condenado a 12 años de cárcel y a pagar, por responsabilidad civil, 167 millones de pesetas. Para entonces,  el presidente de la Compañía, Isidro Suárez, había fallecido en la cárcel, cuando se estaba duchando, según la versión oficial por asfixia al producirse una fuga de gas.
Alfredo Román Pérez, contable y secretario del Consejo de Administración, fue condenado a 4 años de cárcel y Miguel Ángel García Canals, funcionario de la Comisaría de Abastecimientos y Transportes, fue condenado a suspensión y multa. Este funcionario era el que debía vigilar el estado de los depósitos y el de los precintos para evitar la sustracción del aceite, y no lo había realizado a cambio de la percepción de una gratificación periódica de Reace de 5.000 pesetas mensuales, desde el 3 de abril de 1968 hasta el 1 de marzo de 1972.

## Efectos posteriores
En el año 2011, los tanques de la empresa fueron demolidos y reconvertidos en chatarra.

## El caso Reace en el cine
En 1987 el caso Reace fue llevado al cine en la película Redondela de la mano del director catalán Pedro Costa Musté. Sin embargo, esta película, más que sobre el conjunto del caso, se centra en la intervención de Gil Robles como abogado.